# 석탕온천역
석탕온천역(石湯溫泉驛)은 조선민주주의인민공화국 평안남도 양덕군 온정리에 위치한 평라선의 철도역이다. 역으로부터 약 6km가량 떨어진 곳에 조선민주주의인민공화국의 천연기념물 제 48호인 석탕온천이 있어서 그에 따라 역명을 제정하였다.
2006년, 석탕온천역과 지수역 사이 수십km의 철로가 폭우로 유실되었다가 복구되었다.

## 연혁
- 1941년 4월 1일: 평원선 양덕 - 성내 간 개통과 함께 영업 개시[1]
- 일자 불명: 평라선으로 편입

## 같이 보기
- 조선민주주의인민공화국의 철도